# Luigi Carlo Borromeo
Luigi Carlo Borromeo (n. 26 octombrie 1893, Graffignana, – d. 4 iulie 1975, Pavia) a fost un episcop catolic italian, episcop auxiliar al Diecezei de Lodi din 1951 până în 1953, iar apoi episcop al Diecezei de Pesaro din 1953 până în 1975.
El a participat la toate cele patru sesiuni ale Conciliului Vatican II și a făcut parte din grupul conservator Coetus Internationalis Patrum.
În 1971, când era episcop de Pesaro, a inaugurat noua parohie dedicată Sf. Carlo Borromeo.
A murit la Pesaro în 1975 și a fost înmormântat în catedrală, în ultima capelă de pe dreapta.

## Legături externe
- Site-ul oficial al Diecezei de Pesaro